# Koblenz-Pfaffendorfer Höhe
Koblenz-Pfaffendorfer Höhe ist ein Stadtteil von Koblenz. Er liegt auf der rechten Rheinseite zwischen dem Asterstein und der Horchheimer Höhe. Lange gehörte das Gebiet zur Gemarkung von Pfaffendorf und wurde nur landwirtschaftlich genutzt. Mit Bau erster Wohngebiete in den 1960er Jahren wurde das Gebiet auf den Höhen südlich des Bienhorntals zu einem eigenständigen Stadtteil. Hier befinden sich die Augusta-Kaserne und das Zentrum Innere Führung. Es gibt keinen Ortsvorsteher und keinen Ortsbeirat. Auch ist kein Kulturdenkmal ausgewiesen.

## Kirchen
- Evangelische Hoffnungskirche[2]
- Katholische Pfarrkirche St. Martin